# Аймерслебен
Аймерслебен (нем. Eimersleben) — коммуна в Германии, в земле Саксония-Анхальт. 
Входит в состав района Оре. Подчиняется управлению Флехтинген.  Население составляет 480 человек (на 31 декабря 2006 года). Занимает площадь 11,83 км². Официальный код  —  15 3 62 032.